# Klyxum okinawanum
Klyxum okinawanum is een zachte koraalsoort uit de familie Alcyoniidae. De koraalsoort komt uit het geslacht Klyxum. Klyxum okinawanum werd in 1976 voor het eerst wetenschappelijk beschreven door Utinomi. 